# Sarah Al Amiri
Sarah Bint Yousef Al Amiri (àrab: سارة بنت يوسف الأميري, Sāra bint Yūsuf al-Amīrī) (Emirats Àrabs Units, 1987) és la presidenta del Consell de Científics dels Emirats Àrabs Units i directora adjunt de projectes de la Missió Mart dels Emirats Àrabs. És ministra d'Estat de tecnologia avançada al gabinet dels Emirats Àrabs Units. Presideix l' Agència Espacial dels Emirats Àrabs Units.

## Inicis i educació
Al Amiri va néixer el 1987 als Emirats Àrabs Units. Va estudiar informàtica a la Universitat Americana de Sharjah, obtenint llicenciatures i màsters. Sempre va estar interessada en l'enginyeria aeroespacial, però va créixer en un moment en què els Emirats Àrabs Units no tenien un programa espacial.

## Recerca i carrera
Al Amiri va començar la seva carrera a la Emirates Institution for Advanced Science and Technology, on va treballar a DubaiSat-1 i DubaiSat-2. Es va unir al Ministeri de Canvi Climàtic i Medi Ambient dels Emirats Àrabs Units abans d'assumir un càrrec sènior al Dubai World Trade Center. El 2016 va ser nomenada cap del Consell de Científics dels EAU.
Avui és la responsable científica de la missió Emirats Mart, Hope. La missió s’associa amb la Universitat de Colorado Boulder, la Universitat de Califòrnia, Berkeley i la Universitat Estatal d'Arizona. Va parlar al saló TEDxDubai sobre la missió Hope. Al novembre de 2017, Amiri es va convertir en el primer Emiratià a parlar en un esdeveniment internacional TED quan va parlar de la missió Hope Mart a Louisiana. La missió es va iniciar el juliol de 2020 i està previst que arribi a Mart el 2021 coincidint amb el 50è aniversari dels Emirats Àrabs Units. Va ser ponent convidada al Fòrum Econòmic Mundial de 2016.
L'octubre de 2017, Amiri va ser nomenada ministra d'Estat de Ciències Avançades al gabinet dels Emirats Àrabs Units. En un esforç per augmentar la col·laboració científica mundial, Al Amiri va fer gires per les institucions científiques dels Estats Units el novembre de 2017. Va participar en el Foo Camp 2018. Va figurar a la llista de les 100 dones de la BBC anunciades el 23 de novembre de 2020.